# Светлый (Асиновский район)
Све́тлый — посёлок в Асиновском районе Томской области, Россия. Входит в состав Новиковского сельского поселения.

## География
Посёлок расположен на железнодорожной ветке, соединяющей Томск и Асино. Буквально через железнодорожное полотно расположен центр поселения — село Новиковка. Расстояние до райцентра — около 10 км по прямой на северо-восток.
С севера посёлок огибает река Кутатка.

## История
В 1966 г. указом президиума ВС РСФСР поселок «Сельхозтехника» переименован в Светлый.

## Население
| 1970 | 1979 | 1989 | 2002 | 2010 | 2012 | 2013 |
| ---- | ---- | ---- | ---- | ---- | ---- | ---- |
| 606  | ↘547 | ↗580 | ↘401 | ↘353 | ↘341 | ↘335 |
| 2014 | 2015 | 2019 | 2021 |      |      |      |
| ↘333 | ↘322 | →322 | ↗369 |      |      |      |

## Социальная сфера и экономика
В посёлке работают сельпо, фельдшерско-акушерский пункт, дом культуры и библиотека. Ближайшая школа находится в Новиковке.